# Le Mas-d'Azil
Le Mas-d'Azil is een gemeente in het Franse departement Ariège (regio Occitanie). De plaats maakt deel uit van het arrondissement Pamiers. Le Mas-d'Azil telde op 1 januari 2022 1.236 inwoners.

## Geografie
De oppervlakte van Le Mas-d'Azil bedroeg op 1 januari 2022 39,36 vierkante kilometer; de bevolkingsdichtheid was toen 31,4 inwoners per km².
De onderstaande kaart toont de ligging van Le Mas-d'Azil met de belangrijkste infrastructuur en aangrenzende gemeenten.

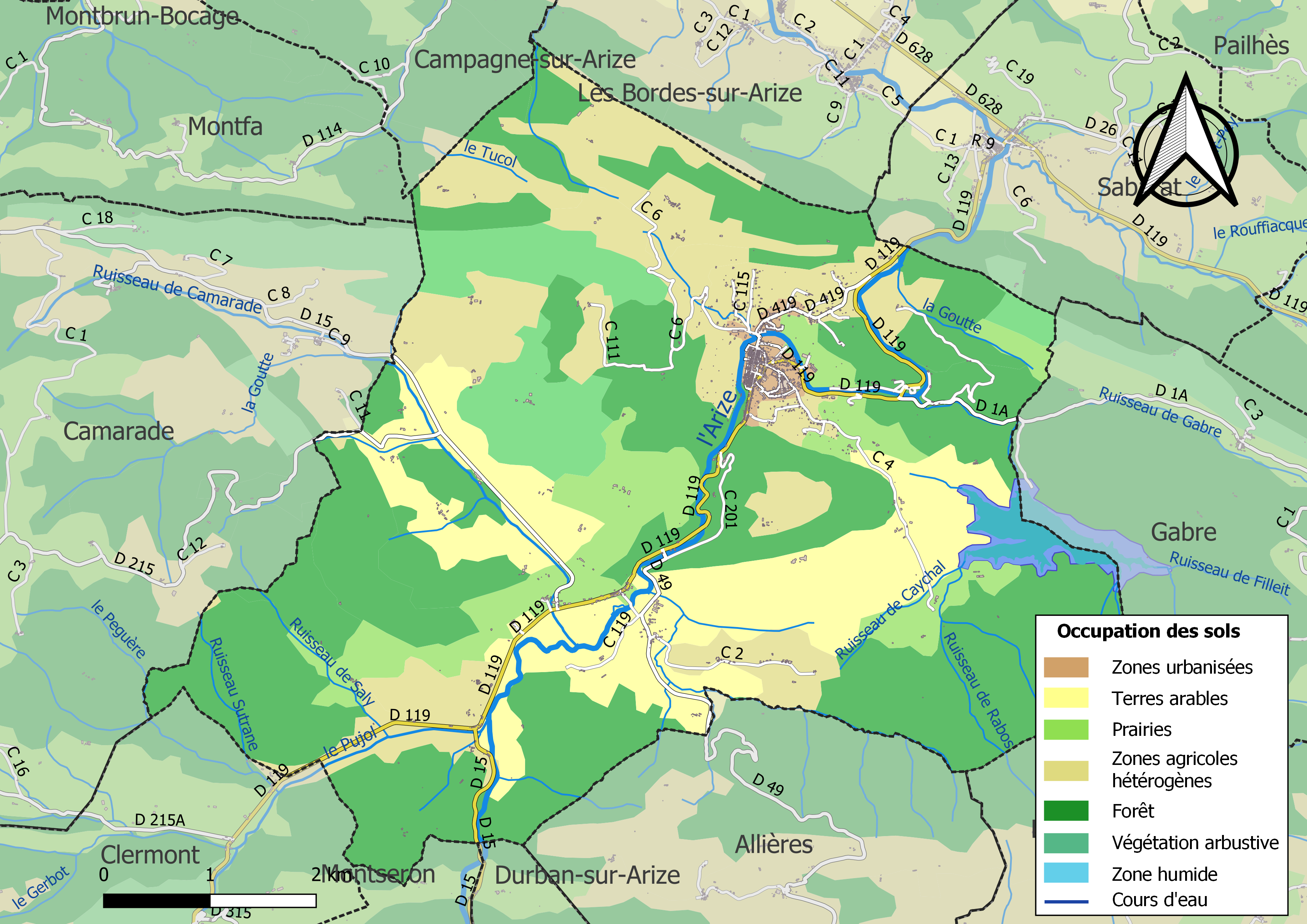

## Demografie
Onderstaande figuur toont het verloop van het inwonertal (bron: INSEE-tellingen).
Vanwege een beveiligingsprobleem met de MediaWiki Graph-software is het momenteel niet mogelijk deze grafiek weer te geven. Zodra de software is bijgewerkt zal de grafiek vanzelf weer zichtbaar worden.